# De zee naar zuid
De zee naar zuid is het achtste stripverhaal uit de reeks van Douwe Dabbert. Het is geschreven door Thom Roep en getekend door Piet Wijn. De eerste albumuitgave was in 1981, en in datzelfde jaar verscheen het als vervolgverhaal in de Donald Duck.
Het verhaal vormt het laatste deel in een vierluik waarin Douwe Dabbert via een magische grot alle vier de windrichtingen bezoekt.

## Het verhaal
Douwe Dabbert is met een Hollands schip vanuit de Caraïben afgereisd naar West-Afrika, waar hij kennismaakt met de West-Indische Compagnie. Hij verblijft nog enige tijd in een havenplaats voordat hij verder Afrika in zal reizen, op zoek naar de zee naar zuid die hem weer naar huis moet brengen. Hij krijgt een medaille voor het eerder redden van het schip, maar wil die uit principieel oogpunt niet aanvaarden. De Hollanders verwachten dat Douwe meegaat naar Holland. Douwe beseft echter dat hij alleen via de zee naar zuid terug kan. Zou hij wel meegaan, dan kan dat fataal aflopen voor het schip en de bemanning. 
Op de kade ziet Douwe hoe een groep slaven te koop wordt aangeboden en mishandeld. Omdat Douwe eerder zelf een tijdlang slaaf was en bovendien niet tegen onrecht kan, besluit hij alle slaven vrij te kopen; het geld – vijftig goudstukken – tovert hij gewoon uit zijn knapzak. Een van de vrijgekochte slaven, een jong meisje genaamd Nama, hoort bij een stam die midden in het Afrikaanse oerwoud woont. Ze durft niet in haar eentje terug door de jungle. Douwe besluit dat ze samen zullen reizen. Douwes actie is echter ook opgemerkt door Berendsz en Knielsen, twee deserterende matrozen van een schip dat op weg is naar Batavia. Zij besluiten Douwe en Nama door de jungle achterna te reizen, in de hoop Douwe het overige geld afhandig te maken.
Douwe protesteert intussen bij de Hollanders tegen de slavernij, maar dat heeft weinig effect; de winst gaat voor hen boven alles.
Op hun gevaarlijke tocht door de jungle maken Douwe en Nama van alles mee. Niet alleen komen ze oog in oog te staan met allerlei wilde dieren, ook slagen Berends en Knielsen, die hun voortdurend op de hielen zitten, er een paar keer bijna in hen te overvallen. Uiteindelijk weten Douwe en Nama het dorp van Nama te bereiken. Douwe komt per ongeluk op een dolle struisvogel het dorp in. In de chaos die dat geeft wordt hij eerst als vijand gezien, maar Nama redt hem. De inboorlingen zijn Douwe dankbaar. Ze zijn niet gewend dat een blanke iets goeds doet. Ook arriveren Berendsz en Knielsen hier. Ze weten zich voor te doen als vrienden en stellen Douwe voor om met zijn drieën verder te reizen. Douwe vertrouwt ze niet echt, maar stemt toch toe. Als Douwe, Berendsz en Knielsen de volgende dag het dorp hebben verlaten en alleen zijn, wordt de ware bedoeling van de schurken duidelijk. Maar als ze denken goud uit de knapzak te halen, spuit er modder uit. Douwe weet even aan hen te ontsnappen. Per toeval belandt Douwe in een magische tempelzaal met in het midden een beeld dat een diamant vasthoudt. Douwe begrijpt dat de diamant niet in het zonlicht mag komen, omdat hij anders in brand vliegt. Douwe beseft dat hij nu dicht bij zijn eindbestemming is. Tegelijk realiseert hij zich dat, behalve de vier windrichtingen, ook de vier basiselementen een rol spelen tijdens zijn hele reis; het zand in oost, het ijs (water) in noord, de wind (lucht) in west en nu dus het vuur in zuid.
Berendsz en Knielsen ontdekken uiteindelijk ook de hoge ingang. Verblind door hun hebzucht nemen ze de diamant mee naar buiten, die daarop onmiddellijk in brand vliegt. Douwe kan de situatie nog net op tijd redden en gooit de diamant met behulp van zijn knapzak in een nabijgelegen meertje met een sterke draaikolk, dat later de zee naar zuid blijkt te zijn. Berendsz gooit Douwe uitzinnig van woede in de draaikolk, teleurgesteld omdat hij in de diamant een zeer machtig wapen zag. Daarna begint hij met Knielsen aan de terugtocht, maar niemand heeft hierna meer iets van de twee schurken vernomen; waarschijnlijk hebben ze hun terugreis niet overleefd.
Douwe wordt intussen bewusteloos door de draaikolk meegezogen. Net op het moment dat hij boven het water uitschiet, komt hij weer bij. Hij blijkt nu terug te zijn in de grot van Wredulia, waar alles inmiddels is verbrand. Er barst een geweldige regenbui los; de elementen blijven tekeergaan. Douwe weet ergens een droog plekje te vinden waar hij overnacht, en de volgende dag vindt hij nog de fles terug die hij jaren eerder voor Wredulia heeft getoverd. Hij besluit deze plek te verlaten om er nooit meer terug te keren.

### Educatieve thema's
- De West-Indische Compagnie
- Slavernij
- Afrika (dieren)
- de vier basiselementen